# روسلان نیگمچلین
روسلان نیگماتولین (روسی: Руслан Каримович Нигматуллин؛ زادهٔ ۷ اکتبر ۱۹۷۴) یک بازیکن فوتبال اهل روسیه است.
وی همچنین در تیم ملی فوتبال روسیه بازی کرده‌است.